# استاسیس اشپارنیس
استاسیس اشپارنیس (انگلیسی: Stasys Šaparnis؛ زادهٔ ۲ اکتبر ۱۹۳۹) ورزشکار واترپلو اهل اتحاد جماهیر شوروی سوسیالیستی است.
وی در مسابقات کشوری و بین‌المللی در مجموع برندهٔ ۱ مدال نقره شده‌است.